# Inwazja Genzeryka na Rzym
Inwazja Genzeryka na Rzym (ros. Нашествие Гензериха на Рим) – obraz olejny namalowany przez rosyjskiego malarza Karła Briułłowa między 1835 a 1836 rokiem, znajdujący się w zbiorach Galerii Tretiakowskiej w Moskwie.

## Opis
Wkrótce po triumfie Ostatniego dnia Pompejów (1833), który przyniósł artyście ogólnoeuropejską sławę, Briułłow wymyślił nową kompozycję, która również opierałaby się na romantycznej idei nieuchronności losu i niemocy ludzkiej woli wobec niego. Tym razem rola nieokiełznanej, potężnej siły przypadła plemieniu Wandalów i ich królowi Genzerykowi, wezwanemu do Rzymu przez Eudokię (córkę cesarza Walentyniana III), która w ten sposób postanowiła zemścić się na mordercach swojego męża Palladiusza. W rezultacie opatrzność w osobie Genzeryka i hord jego wojowników nie tylko ukarała przestępców, ale zdobyła Rzym w czerwcu 455 roku i poddała miasto całkowitej grabieży. Nieroztropna Eudokia nie uniknęła swojego losu: wraz z córkami Licynią Eudoksją i Placydią, Genzeryk zabrał ją do Afryki, na północnym wybrzeżu której znajdowały się podległe mu ziemie.
Przywódca Wandali na stającym dęba koniu, umieszczony przez Briułłowa w centrum, jest jak trąba powietrzna, od której odchyla się szaleńczy ruch, zmiatając wszystko na swojej drodze i zamieniając w chaos. Rosyjski pisarz Nikołaj Gogol, który porównał go do niespokojnej komety, napisał: „Genzeryk miał niezwykłą sztukę grabieży: po nim nikt nie mógł nic zyskać. Rzym, dotychczas oszczędzony nawet przez pogan, został bezlitośnie splądrowany przez tego chrześcijańskiego króla; wszystko, co można było zabrać, wziął”. Rozszalałemu obrazowi przywódcy rabusiów przeciwstawia się duchowny w białej szacie (być może papież Leon I), który zachowuje zewnętrzny spokój i jako jedyny nie jest uwikłany w szaleńczy wir rabunku i eksterminacji. Kapłan jest symbolem człowieczeństwa, miłosierdzia i rozsądku, jednak apele do rozsądku i miłosierdzia nie są w stanie powstrzymać nieuchronnej zagłady miasta. Briułłow uchwycił moment rabowania menory i pochwycenia przez półnagiego Maura na stopniach świątyni, klęczącej kobiety w postrzępionej koronie i dwóch dziewczyn tulących się do niej. Ten fragment obrazu, jak również postać leżąca na stopniach świątyni, to kompozycyjne echa Ostatniego dnia Pompejów.
Fabuła splądrowania Rzymu przez Genzeryka pozostała jedynie w formie szkicu: Briułłow nie zaczął realizować całości. Pomimo niewielkich rozmiarów, pod względem kompletności, najdrobniejszego dopracowania szczegółów i wirtuozowskiego wykonania szkic jest dziełem całkowicie samodzielnym. Walory artystyczne płótna docenili także współcześni malarzowi; rosyjski pisarz Aleksander Puszkin w liście do swojej żony napisał że Inwazja Genzeryka na Rzym jest tak samo wartościowa, jak Ostatni dzień Pompei.